# Tête-Bêche

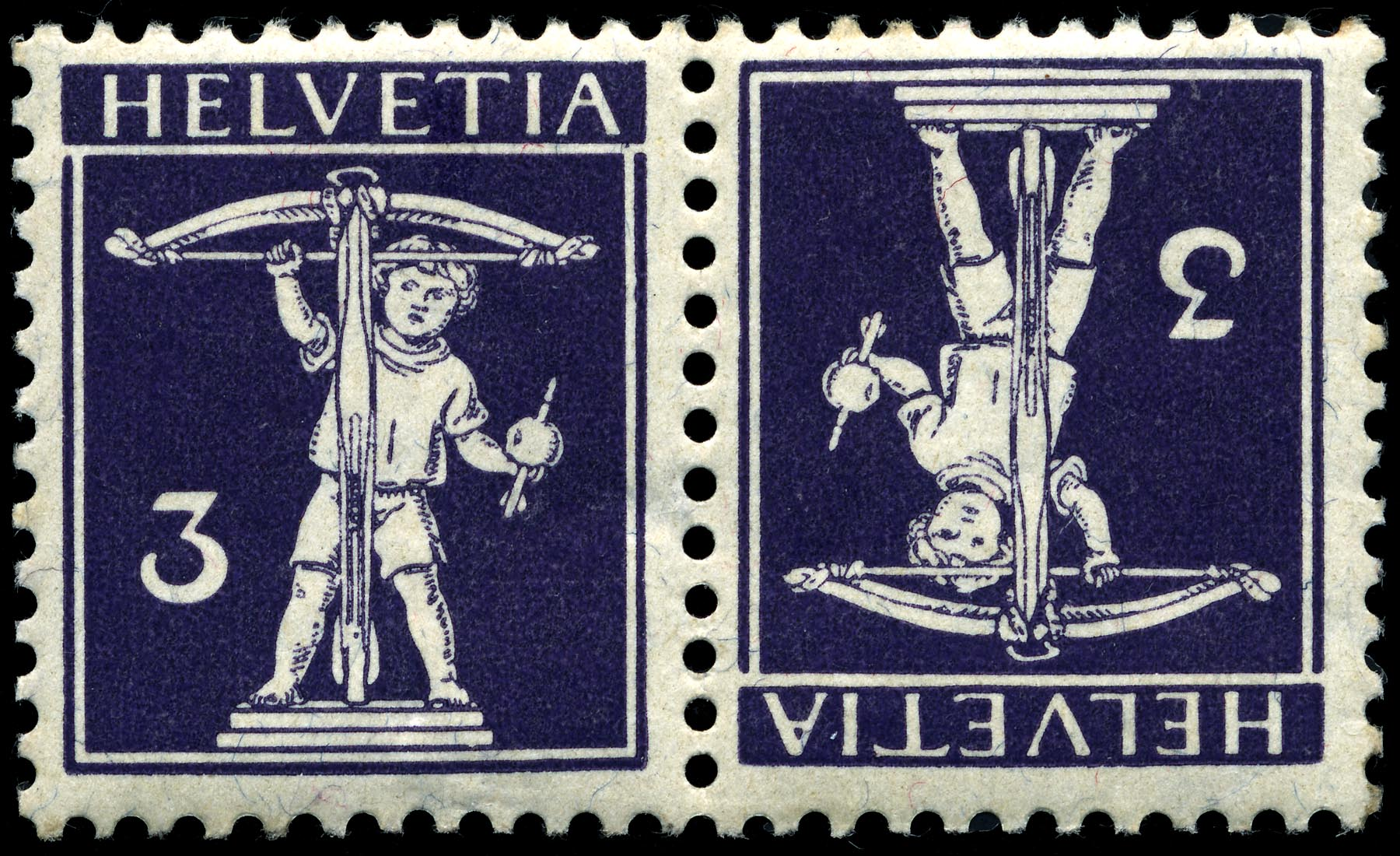
Przykład tête-bêche

Tête-bêche (tetbeszka) – para znaczków, z których jeden jest obrócony do góry nogami w stosunku do drugiego. Tetbeszka może być pionowa lub pozioma.
W większości przypadków tetbeszki są zamierzonym efektem. Czasami zdarza się, że są one wynikiem błędu druku lub pomyłki.